# Soumana Sacko
Soumana Sacko (ur. 1950) – malijski ekonomista i polityk, w latach 1991–1992 premier Mali.
Zdobył dyplom i bakalaureat w Bamako. Uzyskał wykształcenie z zakresu zarządzania projektami, a także doktorat honoris causa z ekonomii na Uniwersytecie Pittsburskim. Ukończył także specjalne kursy, m.in. w Instytucie Rozwoju Ekonomicznego Banku Światowego i w Biurze Księgowym Kongresu Stanów Zjednoczonych. Od 1986 do 1987 kierował ministerstwem handlu i finansów; zrezygnował wskutek afery związanej z handlem złotem, dotyczącym pierwszej damy Mali. Działał jako starszy ekonomista w ramach Programu Narodów Zjednoczonych ds. Rozwoju oraz jako sekretarz wykonawczy afrykańskiego towarzystwa zajmującego się rozwojem. Od 1991 do 1992 sprawował reaktywowany urząd premiera, początkowo jako pełniący obowiązki po zamachu stanu na czas wprowadzania systemu demokratycznego.